# Chamane des Trois-Frères

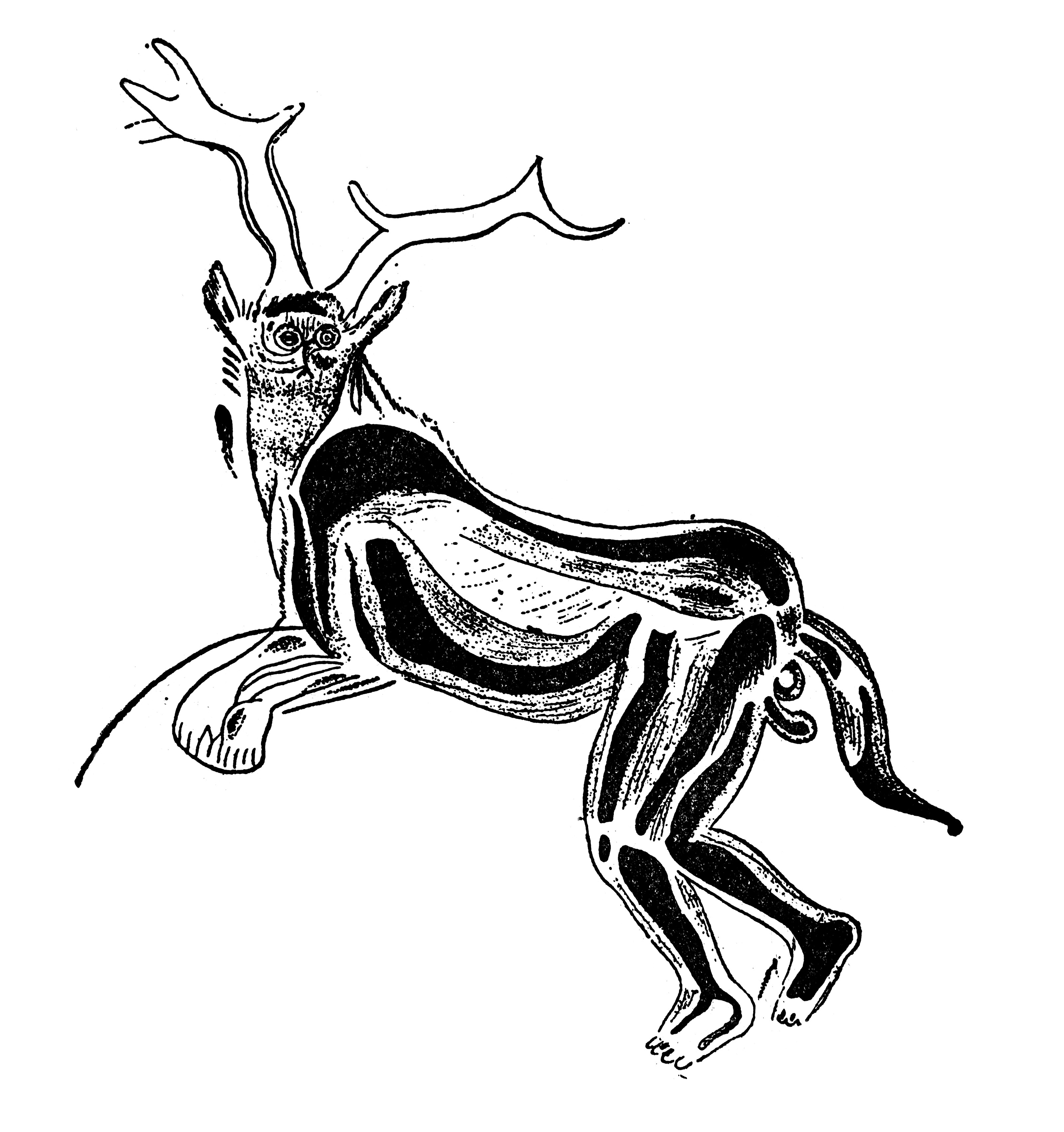
Le sorcier dansant

Le chamane des Trois-Frères, aussi connu sous le nom de chamane dansant, est une figure pariétale dite « anthropozoomorphe » ou « thérianthrope », peinte dans la grotte ornée des Trois-Frères, l'une des trois grottes du Volp dans le département de l'Ariège, en région Occitanie, France.

## Situation
Il se trouve dans la salle du Sanctuaire, une position décrite ainsi par Henri Bégouën : « sur la paroi terminale de la salle qui fait le fond de l'étage inférieur de la caverne, à plus de 400 m de l'entrée, et dans laquelle sont réunies toutes les gravures »,.

## Description
Le chamane est la figure la plus connue de la grotte : revêtu d'une peau de bison couvrant partiellement le dos et la tête, il porte une coiffe de cerf.
Il mesure environ 75 cm de hauteur et 50 cm en largeur. Il est entièrement gravé et des parties de corps sont peintes en noir. La peinture semble quelque peu effacée à certains endroits. Mais le corps entier n'a jamais été peint. Le front et les yeux ont des traces de couleur, ainsi que les lignes dessinant le nez.

### Ingrédients de peinture
Sa peinture est fabriquée à partir de feldspath potassique ((K, Na) [Si3AlO8]), et le pigment noir est du manganèse.

## Interprétations
Les figurations dites « anthropozoomorphes », ou « thérianthropes » ont plusieurs interprétations possibles, qui ne sont pas mutuellement exclusives. Henri Bégouën émet des doutes sur l'hypothèse d'une représentation de déguisement pour l'approche d'un gibier, car ce déguisement est disparate (un déguisement d'approche de gibier est uniforme et adapté à l’espèce visée). Les interprétations successives l'ont vu comme un sorcier pratiquant un rite magique, ou un dieu des animaux dit le « dieu cornu », ou encore comme un chamane en transe.

## Similarités avec des œuvres d'autres sites
Plusieurs grottes du Paléolithique supérieur sont ornées de représentations de chimères mi-humaines, mi-animales, la partie animale étant souvent celle de bisons, de rennes ou de cerfs ; ces figurations dites « anthropozoomorphes », ou « thérianthropes » ont peut-être joué un rôle dans des rituels, éventuellement chamaniques ; le plus ancien dessin de ce type a été identifié dans la grotte Chauvet,, où une figure vieille de 36 000 ans avec le haut du corps d'un bison et le bas d'un corps humain a été dessinée sur une stalactite, face à la représentation d'une vulve.
Une tablette de schiste gravée provenant de la grotte des Espélugues (Lourdes), originellement mal comprise par É. Piette puis réinterprétée par H. Breuil, présente une figure d'homme à grande barbe, longue queue et peut-être une ramure de cerf. 

D'autres figures similaires en France sont le sorcier danseur de Gabillou, le danseur à tête d'ours du Mas d'Azil, la ronde d'Addaura.
Péringuey reproduit une fresque boshimane représentant un personnage dans la même position, déguisé en animal. D'autres fresques boshimanes représentent des hommes masqués et couverts de peaux d'animaux, dont certains munis d'une queue et s'avançant dans la même position que notre chamane des Trois-Frères.
Barth a trouvé au nord-ouest du lac Tchad une sculpture pariétale incluant un homme portant un masque d'antilope et une queue touffue.

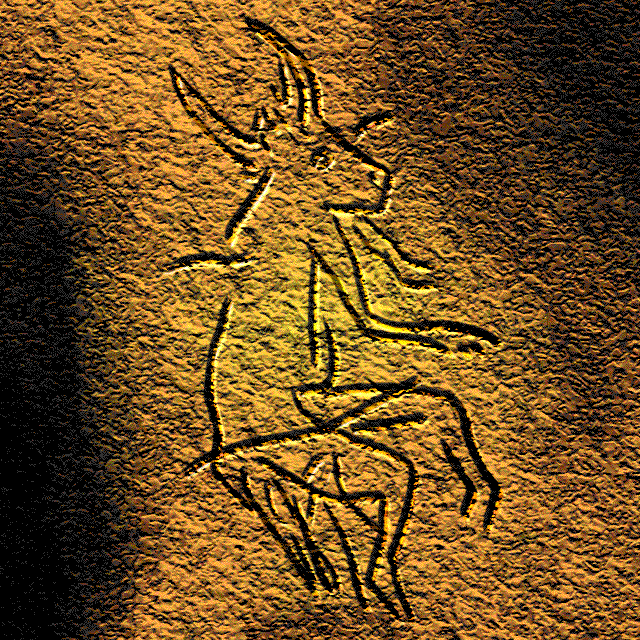
Grotte de Gabillou
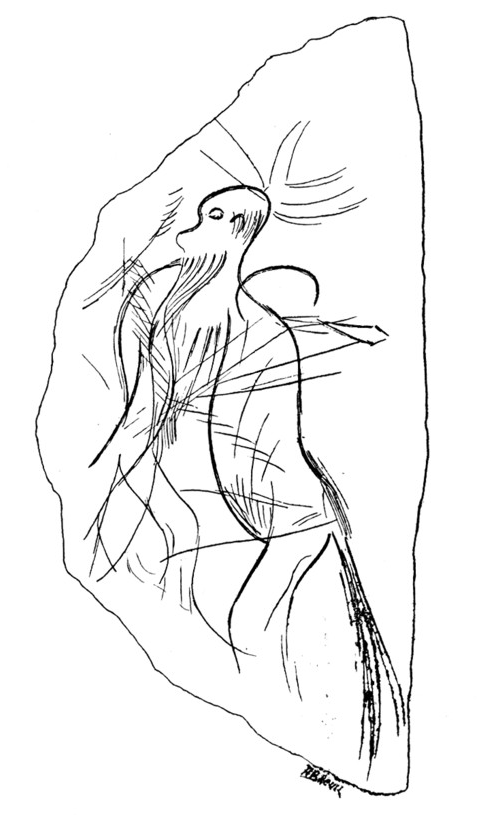
Grotte des Espélugues